# کارل ریکتر (ورزشکار)
کارل ریکتر (انگلیسی: Karl Richter; ۱۴ دسامبر ۱۸۷۶ – ۳۰ نوامبر ۱۹۵۹) ورزشکار ورزش تیراندازی اهل سوئد بود.
وی در مسابقات کشوری و بین‌المللی در مجموع برندهٔ ۱ مدال برنز شده‌است.